# إريك فريدمان
إريك فريدمان (بالإنجليزية: Erick Friedman)‏ هو عازف كمان أمريكي، ولد في 14 أغسطس 1939 في نيوآرك في الولايات المتحدة، وتوفي في 30 مارس 2004 في نيو هيفن في الولايات المتحدة.

## وصلات خارجية
- إريك فريدمان على موقع IMDb (الإنجليزية)
- إريك فريدمان على موقع ميوزك برينز (الإنجليزية)
- إريك فريدمان على موقع أول ميوزيك (الإنجليزية)
- إريك فريدمان على موقع ديسكوغز (الإنجليزية)
- إريك فريدمان على موقع قاعدة بيانات الفيلم (الإنجليزية)